# Péhó
Péhó (szlovákul Piechov) Bolesó településrésze, korábban önálló falu Szlovákiában, a Trencséni kerületben, az Illavai járásban.

## Fekvése
Illavától 8 km-re délnyugatra fekszik.

## Története
1224-ben „Pekho” néven említik először, majd 1414-ben „Piechow” alakban szerepel írott forrásban. A szkalkai apátság uradalmához tartozott, részben a Piechovsky, Borcsicky, Bogádi és Bachó családok birtokolták. 1598-ban 26 háza és 3 malma volt. 1784-ben 53 házában 65 család és 362 lakos élt.
A 18. század végén Vályi András így ír róla: „PICHO. Tót falu Trentsén Vármegyében, földes Ura Bakó Uraság, lakosai katolikusok, fekszik Bolesóhoz közel, határja középszerű.”
1828-ban 50 háza és 569 lakosa volt. Lakói állattartással és mezőgazdasággal foglalkoztak. Egykor uradalmi sörfőzde is működött a területén. 1910-ben 518, túlnyomórészt szlovák lakosa volt. A trianoni békéig Trencsén vármegye Puhói járásához tartozott.
1943-ban csatolták Bolesóhoz.

## Külső hivatkozások
- A bolesói plébánia honlapja

## Lásd még
- Bolesó